# Nicarete brunnipennis
Nicarete brunnipennis är en skalbaggsart som beskrevs av Thomson 1864. Nicarete brunnipennis ingår i släktet Nicarete och familjen långhorningar.
Artens utbredningsområde är Madagaskar. Inga underarter finns listade i Catalogue of Life.